# Nederland op het Eurovisiesongfestival 1973
Nederland deed mee aan het Eurovisiesongfestival 1973, dat werd gehouden in Luxemburg, Luxemburg.

## Nationaal Songfestival 1973

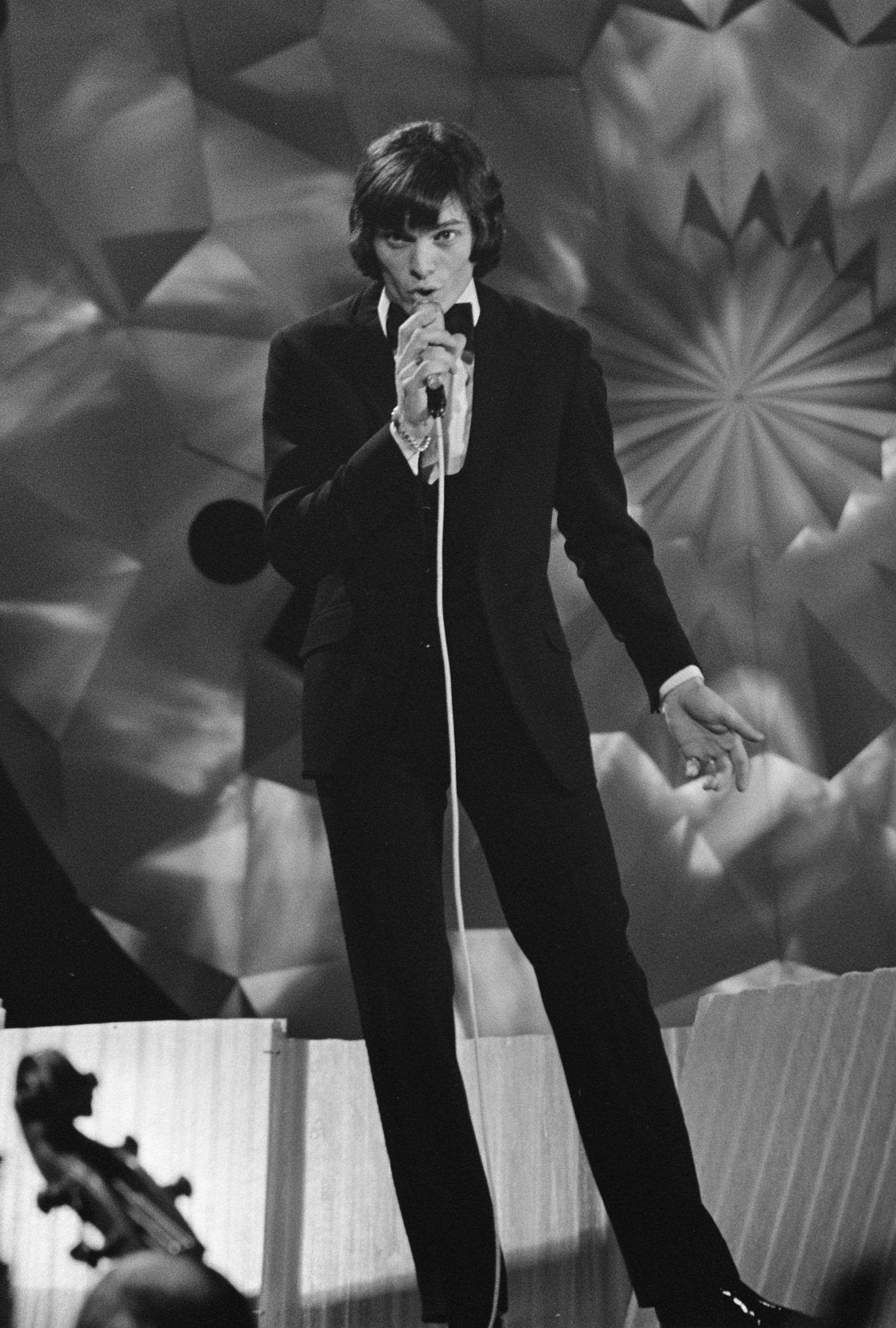
Ben Cramer tijdens het nationaal songfestival 1970

Ben Cramer werd gevraagd door de NOS om Nederland te vertegenwoordigen op het Eurovisiesongfestival. Het lied werd gekozen via het Nationaal Songfestival, dat werd uitgezonden op 28 februari door de NOS vanuit Carré in Amsterdam.  De uitzending werd gepresenteerd door Simon van Collem en Viola van Emmenes.
De werkgroep voor amusement van de NOS koos uit 134 ingezonden liedjes een viertal nummers. De provinciale publieksjury's kozen voor De oude muzikant, geschreven door Pierre Kartner, die het onder een pseudoniem had ingestuurd. Het lied won de nationale finale met 62 punten.

## In Luxemburg
Op 7 april vond in het CLT Nouveau Théâtre de finale plaats van de achttiende editie van het Eurovisiesongfestival. Er deden 17 landen mee. Nederland mocht als dertiende van de avond op. Ben Cramer werden begeleid door een orkest onder leiding van dirigent Harry van Hoof. Pim Jacobs verzorgde voor de tv-uitzending het Nederlands commentaar.
Net als het voorgaande jaar was de complete internationale jury aanwezig bij het Eurovisiesongfestival. De jury bestond uit 34 leden, 2 per deelnemend land. Elk jurylid gaf ieder lied een cijfer tussen de 1 en 5, met uitzondering van de inzending van het eigen land.
Ben Cramer eindigden met 69 punten op een veertiende plaats. De overwinning was voor het gastland Luxemburg; zangeres Anne-Marie David behaalde met het lied Tu te reconnaîtras 129 punten en won daarmee het festival. Het nummer werd gecomponeerd door Claude Morgan en geschreven door Vline Buggy. Het was de vierde overwinning voor Luxemburg en de tweede keer dat een gastland won. De eerste keer was met Spanje dat won in 1968 en 1969.